# Церковь Александра Невского в Сормове
Церковь благоверного князя Александра Невского в Сормове — православный храм в Сормовском районе Нижнего Новгорода, расположен на улице Баррикад.

## История
В период бурного развития промышленности в России в XIX веке на прилегающих к Нижнему Новгороду Балахнинских землях, у деревни Сормово, в 1849 году была создана Машинная фабрика буксирного и завозного судоходства. Для быстро разраставшихся в Сормове заводских поселков в 1882 году была возведена церковь в честь святого благоверного князя Александра Невского по проекту архитектора П. П. Малиновского. Церковь строили быстро: 24 апреля заложили первый камень в её основание, а 30 декабря того же года освятили. Кроме основного престола в честь благоверного князя Александра Невского, был и второй престол — в честь святого Иоанна Предтечи. В 1887 году была достроена колокольня высотой 43 метров
К концу XIX века церковь Александра Невского перестала вмещать всех сормовских прихожан, и к 1905 году был построен Спасо-Преображенский собор. Его архитектором был также Павел Малиновский.
В 1924 году сормовская Александро-Невская церковь была закрыта, а в помещении создана школа; позже в бывшей церкви была образована столовая для рабочих завода. Колокольня была разобрана. В отличие от многих бывших церквей России, переданным верующих в конце 1980-х и начале 1990-х, сормовский храм отдан РПЦ лишь 17 июля 2003 года, а 21 декабря 2013 года отреставрированный храм был заново освящён.
Сегодня храм является памятником архитектуры регионального значения, к 2018 году завершено воссоздание колокольни.

## Галерея

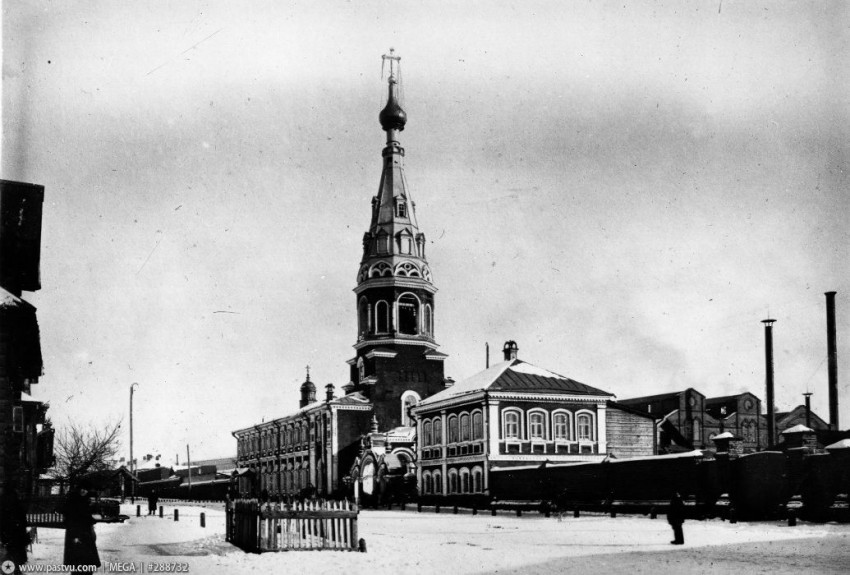
Вид церкви до разрушения колокольни (1907 год)
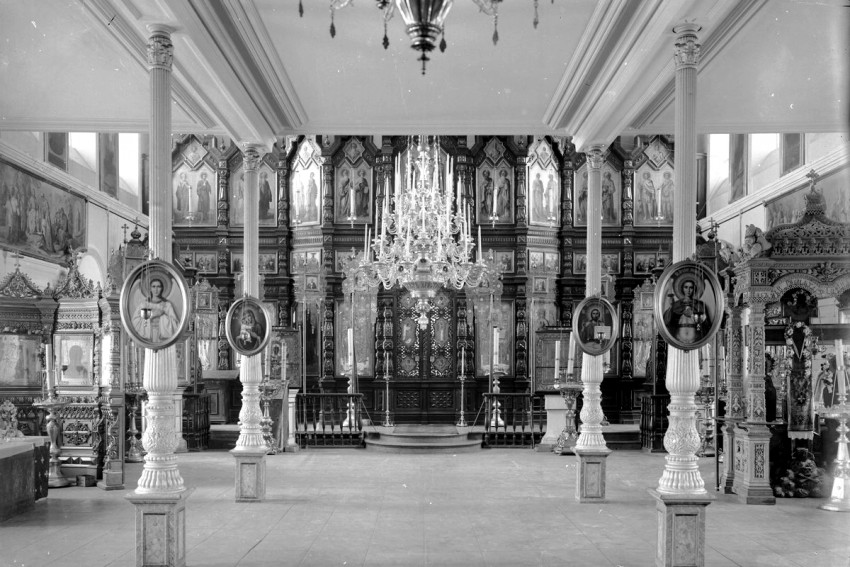
Иконостас церкви в начале XX века
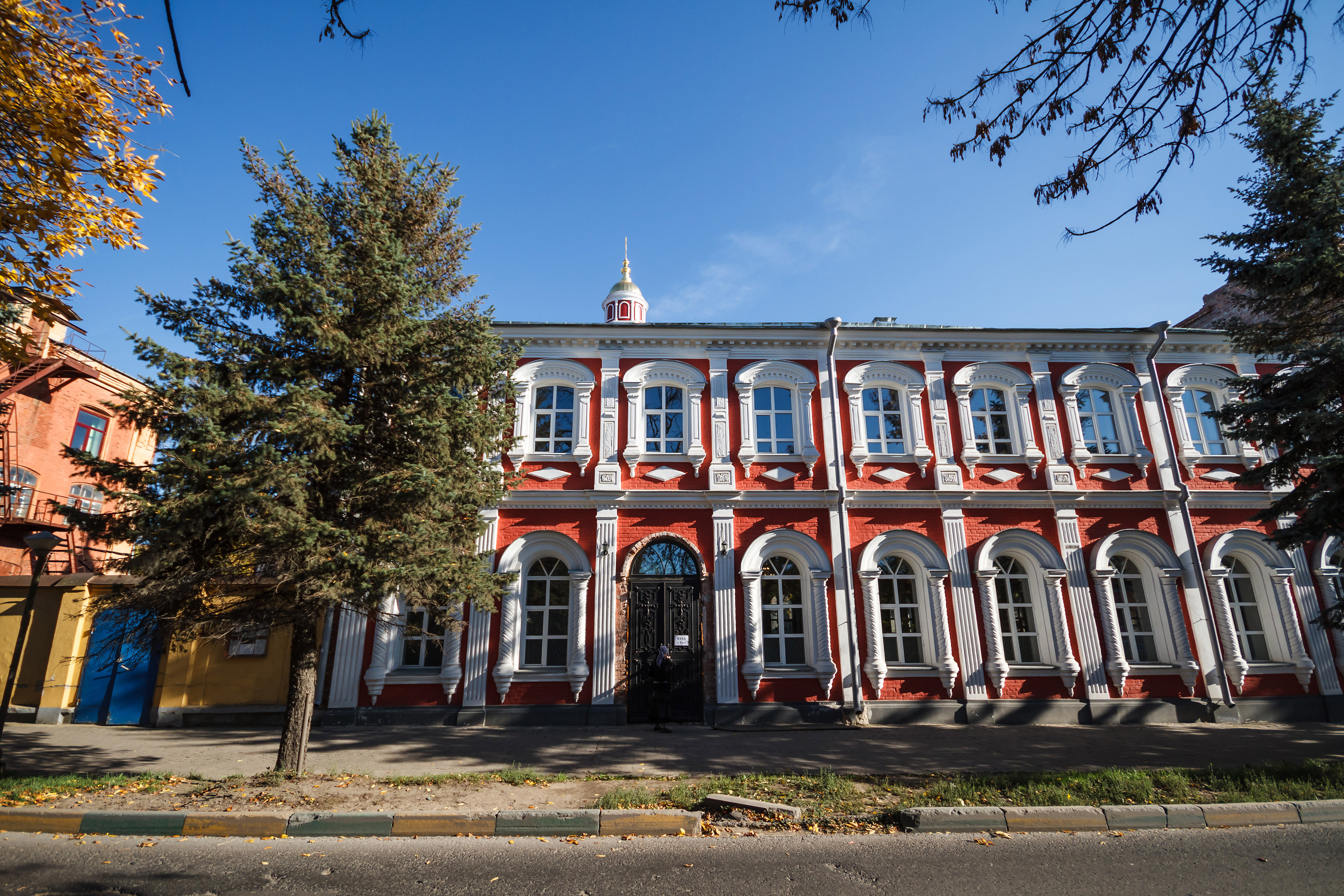
Вход в церковь
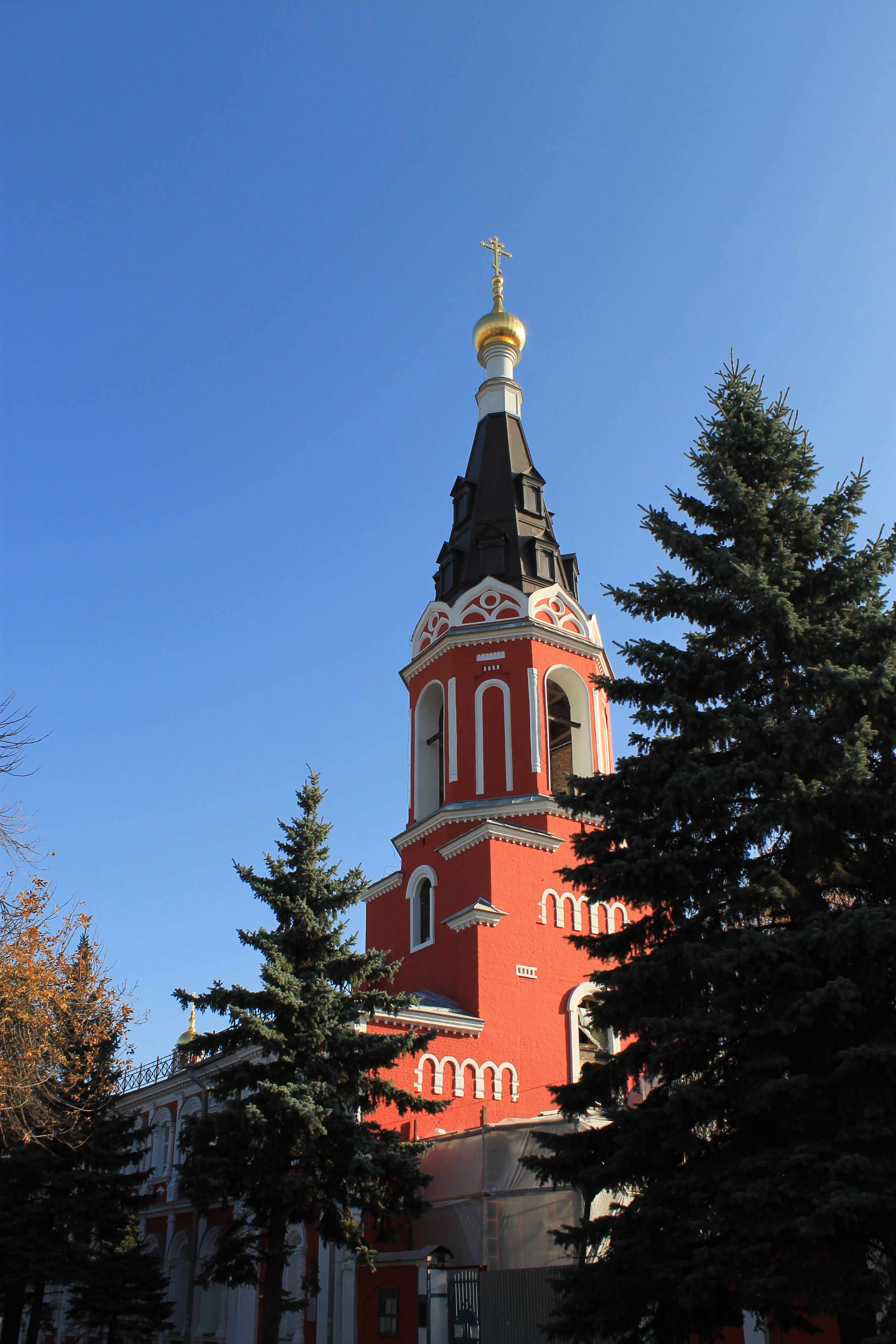
Восстановленная колокольня (2018 год)
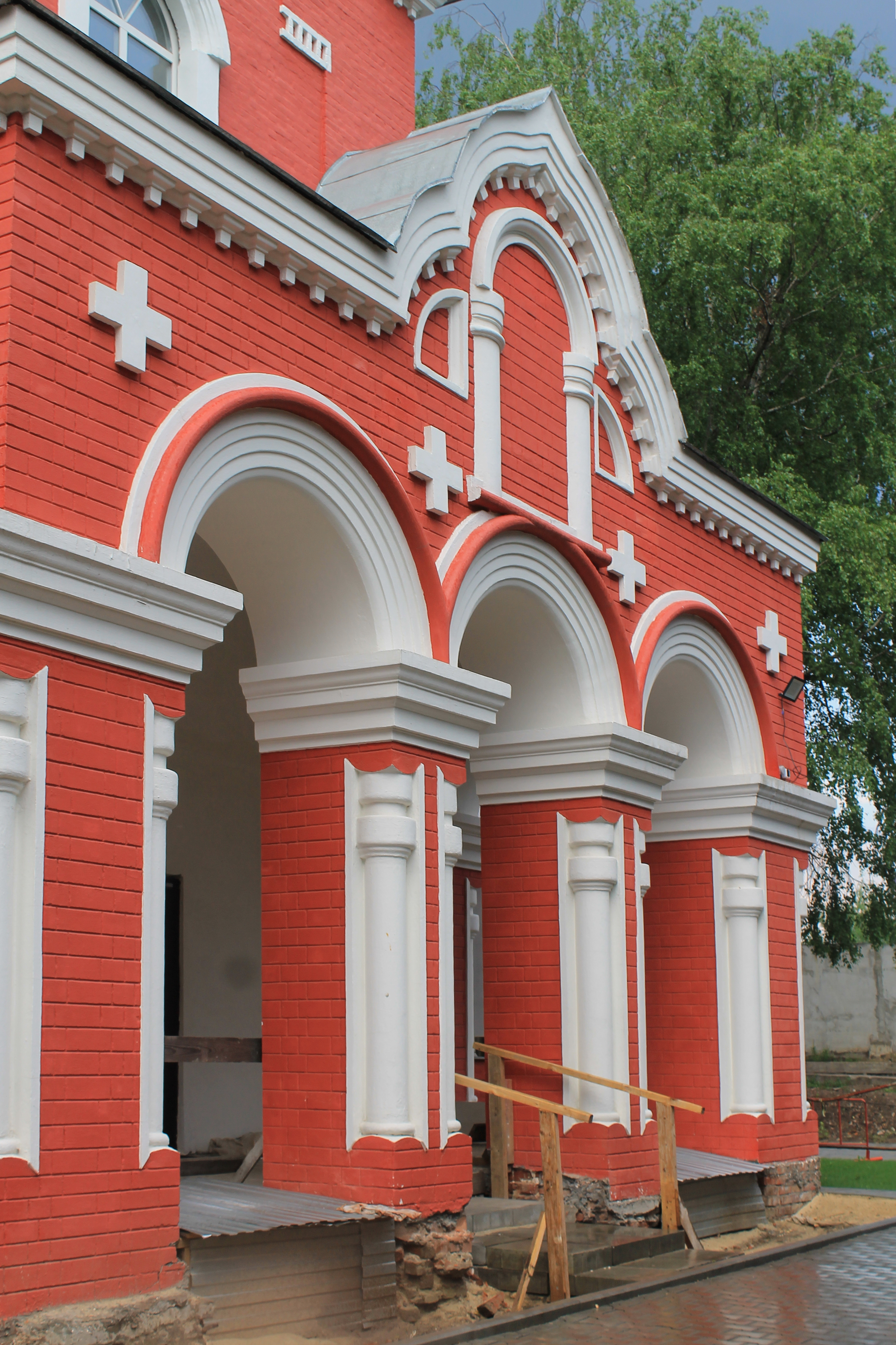
Восстановленная паперть